# Galeodes viridipilosus
Galeodes viridipilosus är en spindeldjursart som beskrevs av Roewer 1941. Galeodes viridipilosus ingår i släktet Galeodes och familjen Galeodidae. Inga underarter finns listade i Catalogue of Life.